# Quantum apocalypse
Quantum apocalypse (Quantum Apocalypse) est un téléfilm américain réalisé par Justin L. Jones et diffusé en 2010 à la télévision.

## Résumé
Dans la ville de Parish, le major Ben Marshall vit avec son frère autiste Terry, son fils Leo, sa fille Samantha et sa deuxième femme Lynne. Lorsqu'une comète change de route et menace d'entrer en collision avec la Terre, les scientifiques découvrent qu'une anomalie en est la cause et ils amènent deux spécialistes pour rejoindre leur équipe dans la recherche. Ils trouvent que l'anomalie est en effet un vide gravitationnel et que l'humanité est vouée à l'anéantissement. Mais Terry convainc son frère Ben de le conduire à Houston pour sauver la planète.

## Fiche technique
- Scénario : Leigh Scott
- Durée : 95 min
- Pays :  États-Unis

## Distribution
- Rhett Giles : Terry
- Stephanie Chaves-Jacobsen : Lynne
- Stuart Lafferty : Leo
- Gigi Edgley : Trish
- Randy Mulkey : Ben
- Kristen Quintrall : Lindsey
- Jerry Leggio : Docteur Zulkowski
- Jenna Craig : Samantha
- Collin Galyean : Tom
- Amol Shah : Docteur Sadoughian
- Dean Arevalo : Docteur Rhodes
- Shirly Brener : Madame Taylor
- Marel Medina : Frank Herbert
- Ron Flagge : Général Rodgers
- Kyle Clements : Sean
- Peter Jurasik : Président Scott
- John Prince : Shérif Hastings
- Andre Le : Officier de sécurité Ross
- Angela Meredith : Rosalind
- Christy Leichty : Colleen
- Lauren Norfleet : Whitney
- Elliott Grey : Randy
- Jabari Thomas : Adolescent #1
- Dale Pierrottie : Earl
- Sharlene Ruffino, Jack Ainsworth et Sarah Forgany : Journalistes
- Kelly McCauley : Présentatrice du journal
- Ashley Grishby : Katie
- Robert Sidman : Dudley
- Todd Voltz : Rex
- Houston Kraft : Dobbs
- Ted Ferguson : Clarke
- Marcus L. Brown : Carson
- Lara Grice : Margaret
- Bill Posley : Directeur
- Erica Fox : Erica